# HD 9377
HD 9377 är en orange jätte i Bildhuggarens stjärnbild.
Stjärnan har visuell magnitud +5,79 och är svagt synlig för blotta ögat vid god seeing.